# Colpensiones
La Administradora Colombiana de Pensiones (Colpensiones BVC: CPE) es la administradora estatal de pensiones de Colombia.
Una empresa industrial y comercial del Estado colombiano que se administra como entidad financiera de carácter especial y está vinculada al Ministerio del Trabajo de Colombia. Hace parte del Sistema General de Pensiones de Colombia y tiene por objeto la administración estatal del Régimen de Prima Media con Prestación Definida, las prestaciones especiales que las normas legales le asignen, al igual que la administración del Sistema de Ahorro de Beneficios Económicos Periódicos (BEPS) de que trata el Acto Legislativo 01 de 2005.

## Historia
El origen del sistema pensional en Colombia se remonta a los años cuarenta con la creación de la Caja Nacional de Previsión (CAJANAL) y el Instituto Colombiano de Seguros Sociales, primera entidad que conformaría el naciente sistema de seguro social.
En 1985 se creó Colpensiones con los objetivos de gestionar integralmente las prestaciones económicas asignadas a la entidad y de administrar los aportes de los usuarios y beneficiarios.
El 28 de septiembre de 2012, cambió de razón social Instituto de Seguros Sociales (ISS). En julio de 2015 se crearon los Beneficios Económicos Periódicos (BEPS), un programa diseñado para quienes no alcanzan a pensionarse a través de alguno de los dos regímenes y para personas con ingresos inferiores a un salario mínimo mensual legal vigente.

## Presidentes
La siguiente es la lista de personas que han ocupado la presidencia de la entidad:
| N.° | Nombre                          | Inicio                   | Final                  | Ref.  |
| --- | ------------------------------- | ------------------------ | ---------------------- | ----- |
| 1.° | Pedro Nel Ospina Santamaría     | 28 de septiembre de 2012 | 8 de agosto de 2013    | [ 1 ] |
| 2.° | Mauricio Olivera González       | 8 de agosto de 2013      | 24 de julio de 2017    | [ 2 ] |
| 3.° | Adriana Guzmán Rodríguez        | 24 de julio de 2017      | 1 de noviembre de 2018 | [ 3 ] |
| 4.° | Juan Miguel Villa Lora          | 1 de noviembre de 2018   | 22 de julio de 2022    | [ 4 ] |
| 5.° | Javier Eduardo Guzmán Silva (e) | 22 de julio de 2022      | 2 de diciembre de 2022 | [ 5 ] |
| 6.° | Jaime Dussán Calderón           | 2 de diciembre de 2022   | En el cargo            | [ 6 ] |